# Johann Christian Markwort
Johann Christian Markwort (Reisling, prop de Braunschweig, 13 de desembre de 1778 - Bessungen, 13 de gener de 1866) fou un tenor i escriptor musical alemany. Estudià teologia, però abandonà els seus estudis per cantar en el teatre i des de 1810 a 1830 fou director de cors a Darmstadt. Va escriure: Umriss einer Gesamt; Tonwissenschaft überhaupt wie auch einer Sprach-und Tonsazlehre und einer Gesang, Tound Rede-Vortrasglehre (1826), Elementar-Unterricht für das Piano-Forte, etc., i diversos articles en publicacions professionals.